# Premakni se in streljaj
Premakni se in streljaj (angl. Move and Shoot) je taktika, ki združuje streljanje in premikanje. Sprva je bila v domeni specialnih taktičnih enot, vendar se je kmalu razširila. Uporablja se predvsem v bližnjem boju ko ni dovolj zaklonov, ko nastane potreba po ofenzivnem delovanju na odprtem ali umiku v zaklon oz. se je za dosego taktične prednosti treba premikati med zakloni. Ravno tako kombinacija streljanja in premikanja v primeru nezadostnega kritja oteži nasprotniku možnost zadetka.